# Dzharacursor
Dzharacursor („běžec z lokality Dzharakuduk“) byl rod menšího teropodního dinosaura z infrařádu Ornithomimosauria. Žil v období počínající pozdní křídy (geologický věk turon), asi před 92 až 90 miliony let, a to na území dnešního Uzbekistánu.

## Objev
Zkameněliny tohoto dvounohého "pštrosího" dinosaura z geologického souvrství Bissekty byly formálně popsány již roku 1995 pod jménem Archaeornithomimus bissektensis. Typový exemplář s označením N 479/12457 měl podobu stehenní kosti juvenilního exempláře, další fosilní jedinci měli podobu metatarzálů a jiných kostí. V průběhu dalších let bylo zařazení fosilního materiálu do rodu Archaeornithomimus zpochybněno a na začátku roku 2025 bylo stanoveno nové rodové jméno Dzharacursor.

## Popis
Pokud byl tento ornitomimosaur podobně velký jako jeho nejbližší evoluční příbuzní, pak na délku měřil asi 2,5 metru a vážil přibližně kolem 45 kilogramů. Dokázal také nepochybně rychle běhat (i když nejspíš ne tak rychle, jako někteří jeho vývojově vyspělejší příbuzní (např. severoamerické rody Ornithomimus a Struthiomimus), kteří mohli dosahovat rychlosti v běhu až kolem 70 km/h).

## Systematické zařazení
Dzharacursor byl zástupcem kladu Ornithomimosauria a čeledi Ornithomimidae, mezi jeho nejbližší vývojové příbuzné patřily podle autory provedené fylogenetické analýzy rody Archaeornithomimus, Sinornithomimus, Gallimimus, Struthiomimus, Anserimimus a Ornithomimus.

### Česká literatura
- SOCHA, Vladimír (2021). Dinosauři – rekordy a zajímavosti. Nakladatelství Kazda, Brno. ISBN 978-80-7670-033-8 (str. 146)